# Teatro Metastasio

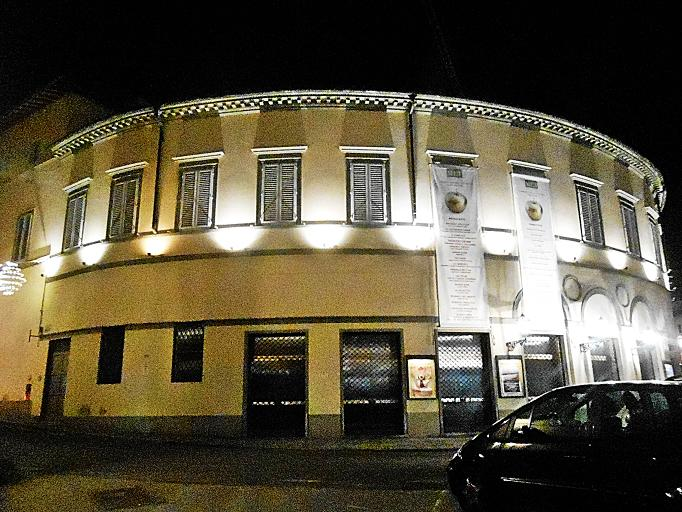
Fotografía nocturna del teatro.

Teatro Metastasio es la sala de ópera y conciertos de Prato en Toscana, Italia.

## Historia
Nacido gracias al impulso del notario Benedetto Cecconi en 1820 para reemplazar al Teatro dei Sempici se construyó entre 1828-1830 sobre un proyecto de Luigi De Cambray Digny y Antonio Marini restaurándose en 1868-69 por Telemaco Bonaiuti. Dañado en la Segunda Guerra Mundial, se reacondicionó desde 1956 siendo reinaugurado en 1964.
En el año 1922 y diseñado por Marcello Piacentini fue ampliado en la galería de la cuarta división de las cajas. Y luego el palco real fue modificado a fin de realizar la cabina de proyección de cine. Tiene capacidad para 686 espectadores distribuidos en platea, palcos y "loggione".
Desde 1998 se conoce como "Teatro Stabile della Toscana" y se utiliza para música, ópera y teatro en prosa.
Se levanta en la Via Cairoli 59.